# No Creo
«No Creo» (укр. «Я не вірю») — четвертий сингл колумбійської співачки Шакіри з альбому «¿Dónde están los ladrones?», випущений у 1999 році лейблом Sony Latin.

## Інформація
У пісні співачка говорить, що вона ні в кого і ні в що не вірить, крім справжнього кохання. Пісня посилається на соціально прийнятні або неприйнятні норми, такі як удача, Карл Маркс, Жан-Поль Сартр, Марс і Венера, Брайан Вайс.

## Відеокліп
Кліп починається з кімнати, де Шакіра вистрибує у вікно на галявину, де присутні дивакуваті люди. Вона дряпає стелю кімнати, проходить через темні кімнати, пливе через пральну кімнату. Це відео присутнє також у її хіті «Ciega, Sordomuda», що викликало чутки, що ці кліпи знімались разом.

## Чарти
| Чарт (1999—2000)                    | Найвища позиція |
| ----------------------------------- | --------------- |
| Guatemala (Notimex)                 | 2               |
| Honduras (Notimex)                  | 8               |
| Uruguay (Notimex)                   | 1               |
| США (Hot Latin Songs) (Billboard)   | 9               |
| США (Latin Pop Airplay) (Billboard) | 2               |